# Dibunostra ypsilon
Genre
Espèce
Dibunostra ypsilon, unique représentant du genre Dibunostra, est une espèce d'opilions laniatores de la famille des Manaosbiidae.

## Distribution
Cette espèce est endémique de l'État de Mérida au Venezuela. Elle se rencontre vers Mérida.

## Description
La femelle syntype mesure 8 mm.

## Publication originale
- Roewer, 1943 : « Über Gonyleptiden. Weitere Weberknechte (Arachn., Opil.) XI. » Senckenbergiana, vol. 26, p. 12–68.